# Wolodymyr Hussjew
Wolodymyr Oleksijowytsch Hussjew (* 23. Juli 1927 in Stalino, Ukrainische SSR; † 1. Juli 2014 in Kiew, Ukraine) war ein ukrainisch-sowjetischer Politiker und von 1968 bis 1979 Vorsitzender des Exekutivkomitees des Kiewer Stadtrates der Volksdeputierten (Bürgermeister).

## Leben
Wolodymyr Hussjew studierte bis 1951 Industrie- und Tiefbau an der Fakultät für industriellen und zivilen Aufbau des Kiewer Instituts für Bauingenieurwesen. 1950 wurde er Mitglied der Kommunistischen Partei der Ukraine.
Vom Januar 1963 bis August 1968 war er stellvertretender Vorsitzender des Exekutivkomitees des Kiewer Stadtrates der Volksdeputierten und von August 1968 bis November 1979 war er der Vorsitzende des Stadtrates (Bürgermeister). 
Von 1979 bis 1986 war Hussjew der stellvertretende Minister für Industriebau der Ukrainischen SSR und zwischen 1986 und 1988 war er als sowjetischer Berater unter anderem am Wiederaufbau der Stadt Kirowakan nach dem Erdbeben in Armenien beteiligt.
Von Januar bis November 1989 war er stellvertretender Minister für Bauwesen der Ukrainischen SSR und wechselte danach in den Ruhestand. Hussjew war zudem mehrmals Abgeordneter des Obersten Sowjets der Ukrainischen SSR. Er starb 86-jährig in Kiew an einem Herzschlag und wurde dort am 4. Juli 2014 auf dem Baikowe-Friedhof bestattet.

## Ehrungen
Wolodymyr Hussjew erhielt zahlreiche Ehrungen. Darunter:
- 1997 ukrainischer Verdienstorden 3. Klasse[5]
- 1997 Ehrenbürger der Stadt Kiew[1]
- Orden der Oktoberrevolution
- Orden der Völkerfreundschaft
- Orden des Roten Banners der Arbeit (2×)
- Ehrenzeichen der Sowjetunion (2×)